# Unité urbaine de Strasbourg (partie française)
L'unité urbaine de Strasbourg (partie française) est, selon l'Insee, l'ensemble des communes ayant une continuité de bâti autour de la ville de Strasbourg, sur le territoire français. Cette unité urbaine, ou agglomération dans le langage courant, regroupe 489 538 habitants dans 23 communes, sur une superficie de 240,20 km2. Elle est la 11e agglomération la plus peuplée de France. 

## Données générales
En 2010, selon l'INSEE, l'unité urbaine était composée de vingt-trois communes. En 2020, à la suite d'un nouveau zonage, elle est composée des vingt-trois mêmes communes, toutes situées dans le département du Bas-Rhin.
En 2022, elle rassemblait 489 538 habitants, ce qui la place au 1er rang régional dans la région Grand Est et au 11e rang national.
En 2022, sa densité de population s'élève à 2 038 hab/km2. Par sa superficie, elle ne représente que 5,05 % du territoire départemental du Bas-Rhin, mais elle regroupe 42,31 % de sa population.
Les villes allemandes de Kehl et Willstätt sont limitrophes de Strasbourg et prolongent cette unité urbaine sur le territoire allemand sans être comptabilisées par l'Insee. Ces villes comptabilisent 50 350 habitants en 2020 ce qui porte la population de cette unité urbaine transfrontalière à près de 540 000 habitants.

Agglomérations de plus de 100000 habitants en France en 2022.

## Composition 2020 de l'unité urbaine
Elle est composée des vingt-trois communes suivantes :
| Nom                       | Code Insee | Département | Statut       | Superficie (km2) | Population (dernière pop. légale) | Densité (hab./km2) | Modifier                                    |
| ------------------------- | ---------- | ----------- | ------------ | ---------------- | --------------------------------- | ------------------ | ------------------------------------------- |
| Strasbourg (ville-centre) | 67482      | Bas-Rhin    | ville-centre | 78,26            | 291 709 (2022)                    | 3 727              | modifier les données · modifier les données |
| Achenheim                 | 67001      | Bas-Rhin    | banlieue     | 6,03             | 2 570 (2022)                      | 426                | modifier les données · modifier les données |
| Bischheim                 | 67043      | Bas-Rhin    | banlieue     | 4,41             | 18 289 (2022)                     | 4 147              | modifier les données · modifier les données |
| Eckbolsheim               | 67118      | Bas-Rhin    | banlieue     | 5,34             | 7 237 (2022)                      | 1 355              | modifier les données · modifier les données |
| Eschau                    | 67131      | Bas-Rhin    | banlieue     | 11,83            | 5 847 (2022)                      | 494                | modifier les données · modifier les données |
| Fegersheim                | 67137      | Bas-Rhin    | banlieue     | 6,25             | 5 769 (2022)                      | 923                | modifier les données · modifier les données |
| Hœnheim                   | 67204      | Bas-Rhin    | banlieue     | 3,42             | 11 413 (2022)                     | 3 337              | modifier les données · modifier les données |
| Illkirch-Graffenstaden    | 67218      | Bas-Rhin    | banlieue     | 22,21            | 27 339 (2022)                     | 1 231              | modifier les données · modifier les données |
| Lampertheim               | 67256      | Bas-Rhin    | banlieue     | 6,58             | 3 475 (2022)                      | 528                | modifier les données · modifier les données |
| Lingolsheim               | 67267      | Bas-Rhin    | banlieue     | 5,69             | 20 683 (2022)                     | 3 635              | modifier les données · modifier les données |
| Lipsheim                  | 67268      | Bas-Rhin    | banlieue     | 4,96             | 2 692 (2022)                      | 543                | modifier les données · modifier les données |
| Mittelhausbergen          | 67296      | Bas-Rhin    | banlieue     | 1,72             | 2 075 (2022)                      | 1 206              | modifier les données · modifier les données |
| Mundolsheim               | 67309      | Bas-Rhin    | banlieue     | 4,09             | 5 236 (2022)                      | 1 280              | modifier les données · modifier les données |
| Niederhausbergen          | 67326      | Bas-Rhin    | banlieue     | 3,06             | 1 697 (2022)                      | 555                | modifier les données · modifier les données |
| Oberhausbergen            | 67343      | Bas-Rhin    | banlieue     | 3,79             | 5 652 (2022)                      | 1 491              | modifier les données · modifier les données |
| Oberschaeffolsheim        | 67350      | Bas-Rhin    | banlieue     | 7,56             | 2 578 (2022)                      | 341                | modifier les données · modifier les données |
| Ostwald                   | 67365      | Bas-Rhin    | banlieue     | 7,11             | 13 492 (2022)                     | 1 898              | modifier les données · modifier les données |
| Plobsheim                 | 67378      | Bas-Rhin    | banlieue     | 16,64            | 4 471 (2022)                      | 269                | modifier les données · modifier les données |
| Reichstett                | 67389      | Bas-Rhin    | banlieue     | 7,61             | 4 554 (2022)                      | 598                | modifier les données · modifier les données |
| Schiltigheim              | 67447      | Bas-Rhin    | banlieue     | 7,63             | 34 382 (2022)                     | 4 506              | modifier les données · modifier les données |
| Souffelweyersheim         | 67471      | Bas-Rhin    | banlieue     | 4,51             | 8 182 (2022)                      | 1 814              | modifier les données · modifier les données |
| Vendenheim                | 67506      | Bas-Rhin    | banlieue     | 15,89            | 6 005 (2022)                      | 378                | modifier les données · modifier les données |
| Wolfisheim                | 67551      | Bas-Rhin    | banlieue     | 5,57             | 4 191 (2022)                      | 752                | modifier les données · modifier les données |

## Évolution démographique
L'évolution démographique ci-dessous concerne l'unité urbaine selon le zonage de 2020.
| 1968    | 1975    | 1982    | 1990    | 1999    | 2006    | 2011    | 2016    | 2022    |
| ------- | ------- | ------- | ------- | ------- | ------- | ------- | ------- | ------- |
| 355 418 | 380 892 | 391 877 | 410 644 | 435 059 | 449 184 | 451 522 | 465 069 | 489 538 |

#### Données générales
- Unité urbaine
- Aire d'attraction d'une ville
- Liste des unités urbaines de France

#### Données démographiques en rapport avec l'unité urbaine de Strasbourg
- Aire d'attraction de Strasbourg (partie française)
- Arrondissement de Strasbourg
- Strasbourg

#### Données démographiques en rapport avec le Bas-Rhin
- Démographie du Bas-Rhin